# България Еър
„България Еър“ (до 15 юни 2022 година - „България Ер“) е българска авиокомпания, собственост на Химимпорт АД. През 2018 г. компанията е превозила 1 267 000 пътници и е осъществила 5995 полета. България Еър е националният авиопревозвач и носител на националния флаг на България.
От 20 ноември 2008 г. България Еър става пълноправен член на IATA.

## История
България Eр първоначално носи името „Балкан Еър Тур“ и работи със самолети под наем. Впоследствие компанията е преименувана на „България ер“ ЕАД и става авиационен оператор с изцяло държавен капитал от края на 2002 г., когато със заповед на министъра на транспорта и съобщенията държавата придобива правото на собственост, притежавано дотогава от „Летище София“ ЕАД. Авиационното дружество е правоприемник на дъщерната фирма Балкан Ер Тур, регистрирана през 1991 г. „България Ер“ ЕАД е създадена от правителството на Симеон Сакскобургготски през декември 2002 г., повече от година след обявяването на фалита на авиокомпания „Балкан“ (публично оповестен от съдия Камелия Ефремова, СГС на 12 март 2001 г.). Първият полет на България Ер е изпълнен на 4 декември 2002 г. по направлението София – Лондон – Париж – София с 60 пътници на борда.
От 30 юни 2004 г. „България Ер“ ЕАД е национален превозвач (носител на националния флаг) и лети до 22 държави, като осъществява редовни международни полети до 16 от тях (Германия, Великобритания, Швейцария, Испания, Франция, Италия, Чехия, Австрия, Нидерландия, Белгия и Израел).
Първоначалният капитал на компанията възлиза на 30 160 000 лева, разпределен в 30 160 акции с номинална стойност 1000 лева всяка.
През октомври 2006 г. правителството продава 30 159 акции за 13 милиона лева, като за 4 години компанията е загубила 57% от стойността си. Купувач е „Балкан Хемус груп“ ЕАД, собственост на холдинга Химимпорт, който притежава и авиокомпаниите Хемус Ер и Виаджо Ер.
Авиокомпания „България Еър“ ЕАД е член на международната система за разплащания между авиокомпаниите – Международна асоциация за въздушен транспорт, в която контролът върху приходите по отношение на издаване и отчитане на билети е автоматизиран.
От 15 юни 2022 г. официално името на „България Ер“ е променено на „България Еър“.
„България Еър“ обслужва 23 линии от Летище София, включително две вътрешни линии до Бургас и Варна.
| Държава                    | Летище                           |
| -------------------------- | -------------------------------- |
| България                   | София                            |
| България                   | Варна                            |
| България                   | Бургас (сезонна линия)           |
| Гърция                     | Атина                            |
| Гърция                     | Хераклион (сезонна линия)        |
| Кипър                      | Ларнака                          |
| Израел                     | Тел Авив                         |
| Чехия                      | Прага                            |
| Германия                   | Берлин                           |
| Германия                   | Франкфурт на Майн                |
| Швейцария                  | Цюрих                            |
| Франция                    | Париж Шарл дьо Гол               |
| Белгия                     | Брюксел                          |
| Нидерландия                | Амстердам                        |
| Обединено кралство         | Лондон Хийтроу                   |
| Испания                    | Мадрид Барахас                   |
| Испания                    | Барселона (сезонна линия)        |
| Испания                    | Малага (сезонна линия)           |
| Испания                    | Палма де Майорка (сезонна линия) |
| Италия                     | Рим-Фиумичино                    |
| Италия                     | Милано Маленса                   |
| Португалия                 | Лисабон                          |
| Русия (полетите са спрени) | Москва Шереметиево               |
| Русия (полетите са спрени) | Санкт Петербург                  |

### Споразумения за споделяне на кодове
- Aegean Airlines
- Aeroflot
- Air France
- Air Serbia
- Cyprus Airways
- Iberia
- ITA Airways
- KLM
- TAROM
- Qatar Airways
- Windrose Airlines

### Интерлайн споразумения
- Air Europa
- American Airlines
- Brussels Airlines
- Emirates
- Finnair
- LATAM Brasil
- Virgin Atlantic

## Лого
България Еър първоначално работи под името „Балкан Ер Тур“. Авиокомпанията е известна с това име за кратко; през ноември 2002 г. в България са организирани обществени конкурси за определяне на името и логото на новата авиокомпания. Хиляди хора дават идеи, на основата на които са определени името и логото. Дизайнът се използва за около 4 години, до 2006 г., когато е изработен по-професионален дизайн. След пълното сливане с Хемус Ер и Виаджо Ер започва разработването на изцяло нов търговски образ на авиокомпанията. В средата на 2010 г. първият Еърбъс A319 на България Ер е представен в изцяло нова окраска. 

## Флот
| Самолет         | Общо | Поръчки | Пътници | Пътници | Пътници | Бележки    |
| Самолет         | Общо | Поръчки | Б       | И       | Общо    | Бележки    |
| --------------- | ---- | ------- | ------- | ------- | ------- | ---------- |
| Еърбъс A220-300 | 5    | —       | 8       | 135     | 143     | В употреба |
| Еърбъс А220-100 | 2    | —       | 8       | 110     | 118     | В употреба |
| Еърбъс А319-112 | 2    | —       | 8       | 132     | 140     | В употреба |
| Еърбъс А320-214 | 5    | —       | 10      | 150     | 160     | В употреба |
| Еърбъс А320-214 | 5    | —       | 8       | 156     | 164     | В употреба |
| Еърбъс А320-214 | 5    | —       | 0       | 180     | 180     | В употреба |
| Ембраер Е190    | 4    | —       | 8       | 100     | 108     | В употреба |
| Общо            | 17   | —       |         |         |         |            |

### Исторически флот
| Самолет     | Общо | Пътници |
| ----------- | ---- | ------- |
| ATR 42-300  | 1    | 48      |
| BAe 146-200 | 2    | 90      |
| BAe 146-300 | 1    | 110     |

## Интересни факти
- Откакто е създадена, компанията никога не е използвала самолети съветско производство, освен в случаите, когато на „мокър лизинг“ (наем на машини заедно с екипажа) са били взимани самолети на други превозвачи.
- Полети за България Ер са изпълнявали повечето български авиокомпании, като през лятото на 2006 г. турската авиокомпания „Пегас“/Pegasus поема част от полетите от Черноморието, тъй като „България ер“ страда от недостиг на самолети в разгара на летния сезон.
- В края на 2004 г. компанията започва въвеждането на електронни билети за своите полети, а през януари 2005 г. започва продажбата на билети онлайн.
- През ноември 2005 г. полетите до Берлин се преместват от летище Шьонефелд към летище Тегел.
- През 2004 г. започват редовни полети от Варна, първоначално до Лондон, след което и до други европейски градове. През май 2006 г. са изпълнени първите редовни полети от Бургас до Лондон.
- Oт 2011 г. пътниците могат да се регистрират за полет през сайта на компанията – Web Check-in и да изберат своето място на борда.
- Bulgaria On Air e бордното списание на националния авиопревозвач – издание за бизнес, анализи, пътувания и лайфстайл. От април 2011 г. излиза и Bulgaria On Air the business magazine – „наземна версия“ на бордното списание, която се разпространява всеки месец в България. От 2011 г. България он Ер е също име на кабелната телевизия на общия собственик на авиокомпанията и закритата телевизия МСАТ.

## Кодове на полетите
Трибуквеният код, под който авиокомпания „България еър“ е регистрирана в ICAO (International Civil Aviation Organization), е LZB.
Двубуквеният код, под който авиокомпания „България еър“ е регистрирана в IATA (International Air Transport Association), е FB. Позивните на полетите на авиокомпанията започват с FB – Flying Bulgaria, следвани от номера на съответния полет.